# Flughafen Taiyuan-Wusu

i8
i11
i13
Der Internationale Flughafen Taiyuan-Wusu (chinesisch 太原武宿国际机场, IATA-Code: TYN, ICAO-Code: ZBYN) bedient Taiyuan, die Hauptstadt der Provinz Shanxi in der Volksrepublik China. Er ist der größte Flughafen in Shanxi und liegt etwa 15 Kilometer südöstlich des Stadtzentrums von Taiyuan.

## Geschichte
Der Flughafen wurde 1939 erbaut und hat sich zu einem der verkehrsreichsten und wichtigsten Flughäfen der Provinz Shanxi entwickelt, mit Verbindungen zu den meisten größeren Städten in China. Seit März 2006 wurde der Flughafen mit einem neuen Terminal für 1,57 Milliarden CNY erweitert und kann nun 6 Millionen Passagiere pro Jahr abfertigen. Die Bauarbeiten wurden Ende 2007 abgeschlossen. Seit dieser Erweiterung kann der Flughafen als Ausweichflughafen für den Beijing Capital International Airport dienen und hat diese Funktion insbesondere während der Olympischen Spiele 2008 in Peking erfüllt.
Der Flughafen ist sowohl für China Eastern Airlines als auch für Hainan Airlines ein wichtiger Flughafen. Im Jahr 2015 war der Flughafen Taiyuan-Wusu mit 8.842.987 Passagieren der 28. verkehrsreichste Flughafen in der Volksrepublik China.